# René Hoppe
René Hoppe (Oelsnitz, 9 december 1976) is een Duitse bobsleeër. Hij fungeert als remmer van voornamelijk de 4-mansbob.
Hoppe is een beroepssoldaat en combineert zijn sportcarrière met zijn werk in het leger. Hij is de zoon van Wolfgang Hoppe die bij de Olympische Winterspelen 1984 olympisch kampioen werd in de 4-mansbob.
Tijdens de Olympische Winterspelen 2006 in Turijn maakte Hoppe deel uit van het succesvolle team van André Lange. Samen met Lange, Kevin Kuske en Martin Putze wist hij de Olympische gouden medaille in de wacht te slepen en de titel die Lange en Kuske met Carsten Embach en Enrico Kühn in 2002 hadden behaald met succes te verdedigen.
| Logo van de Olympische Spelen | Goud | Zilver | Brons | Logo van de Olympische Spelen |
|                               | 1    | 0      | 0     |                               |

1924: Scherrer / Neveu / A.Schläppi / H.Schläppi ·
1928: Fiske / Tucker / Mason / Gray / Parke ·
1932: Fiske / Eagan / Gray / O'Brien ·
1936: Musy / Gartmann / Bouvier / Beerli ·
1948: Tyler / Martin / Rimkus / D'Amico ·
1952: Ostler / Kuhn / Nieberl / Kemser ·
1956: Kapus / Diener / Alt / Angst ·
1964: V.Emery / Kirby / Anakin / J.Emery ·
1968: Monti / De Paolis / Zandonella / Armano ·
1972: Wicki / Leutenegger / Camichel / Hubacher ·
1976: Nehmer / Babock / Germeshausen / Lehmann ·
1980: Nehmer / Musiol / Germeshausen / Gerhardt ·
1984: Hoppe / Wetzig / Schauerhammer / Kirchner ·
1988: Fasser / Meier / Fässler / Stocker ·
1992: Appelt / Schroll / Winkler / Haidacher ·
1994: Czudaj / Brannasch / Hampel / Szelig ·
1998: Langen / Zimmermann / Jakobs / Hampel ·
2002: Lange / Kühn / Kuske / Embach ·
2006: Lange / Hoppe / Kuske / Putze ·
2010: Holcomb / Mesler / Tomasevicz / Olsen ·
2014: Melbārdis / Dreiškens / Vilkaste / Strenga  ·
2018: Friedrich / Bauer / Grothkopp / Margis   ·
2022: Friedrich / Margis / Bauer / Schüller